# とちぎ未来大使
とちぎ未来大使（とちぎみらいたいし）とは、栃木県内外の各分野で活躍し、栃木県に深い愛着を持ち、とちぎの魅力・実力の対外的な情報発信を積極的に行う人に対して、栃木県知事が委嘱する広報大使の一種である。

## 概要
特に委嘱期間の定めはないが、委嘱者が減少していることもあるため、何らかの理由で委嘱終了もある。
セルジオ越後や山本コウタローなどの栃木県外出身者も委嘱されている。
雷様剣士ダイジ、井上マー、涼風花など役名や芸名での委嘱。宇都宮ブリッツェン、U字工事などチーム名やユニット名での委嘱もある。

## 沿革
- 2016年
  - 10月30日 「ギュウ農フェスinうつのみや」の一環として、福士奈央へ委嘱式[1][2]
  - 12月4日 車いすテニスの真田卓選手と競泳の清水咲子選手に委嘱
- 2017年
  - 6月6日 DA PUMPのメンバーで宇都宮市出身のDAICHI＝本名・加藤大地に委嘱[3]され、委嘱者の合計は338名に。
  - 6月15日 マスコミ関係者3名に委嘱され、合計341名に。
  - 8月20日 女優・脚本家・アナウンサーの岩瀬晶子に委嘱。
  - 9月20日現在、合計337名。
  - 10月13日 ピアニストの大嶋浩美に委嘱され、合計338名に。
  - 11月22日 経済分野で1名に委嘱され、合計339名に。
- 2018年
  - 1月15日 経済分野で1名に委嘱され、合計340名に。
  - 1月24日 女優の沼尾みゆきに委嘱され、合計341名に。
  - 3月14日 料理人の鈴木房雄に委嘱。
  - 3月29日 フリーアナウンサーのDJ Keiと須賀由美子に委嘱。
  - 4月23日 漫画家の仔鹿リナに委嘱[4]。
  - 4月26日 漫画家の一葵さやかに委嘱[5]。
  - 5月9日 タレントの井上咲楽に委嘱。
  - 5月26日 タレントの佐藤美希に委嘱。
  - 10月1日 料理人の原田慎次に委嘱。
  - 11月24日 ブライダルデザイナーの桂由美に委嘱。
  - 12月6日 シンガーソングライターの河口恭吾に委嘱。
  - 12月13日 ラッパーのDOTAMAに委嘱され、合計355人に。
- 2019年
  - 6月12日現在、合計354名
- 2021年
  - 5月24日現在、合計384名
  - 8月20日 エレクトーン奏者の倉沢大樹に委嘱。[6]
  - 10月26日 モデル&女優の石川恋に委嘱[7]。
- 2022年
  - 1月18日現在、合計397名
  - 3月2日 姉妹ユニットLovins＆Sに委嘱[8]
  - 3月7日 アイドルグループ≠MEの落合希来里と本田珠由記に委嘱[9]。
  - 5月16日現在、合計366名
  - 7月31日 栃木県出身のアイドル楓フウカに委嘱[10]。
  - 9月21日現在、合計373名
  - 10月5日 お笑いタレント渡辺江里子（阿佐ヶ谷姉妹）に委嘱[11]
- 2023年
  - 11月27日 宇都宮市出身でハロプロ所属アイドルの高瀬くるみに委嘱、途中入れ替えもあるが合計400人目となった[12]。
- 2024年
  - 1月31日 足利市出身で県伝統工芸士でもある染織画家の西形彩に委嘱[13]。
  - 2月7日 県誕生150年記念事業の音楽イベントに出演した本県出身アーティスト3人に委嘱[14][15]。
    - DXTEEN（ディーエックスティーン）福田歩汰
    - ONE LOVE ONE HEART（ワンラブワンハート）飯塚瑠乃[注 1]
    - MAGIC OF LiFE（マジックオブライフ）高津戸信幸（Vo./Gt.）

  - 9月4日 歯科医師でアーティストの高谷秀雄（東京都出身）とフリーアナウンサーの角田恵美（日光市出身）に委嘱[16]。
  - 12月2日 フリーアナウンサーの山口あやに委嘱[17]
  - 12月9日 ライブドアブログ公式ブロガーえむしとえむふじんに委嘱[18]
  - 12月25日 宇都宮市出身のシンガーソングライター浜崎貴司に委嘱[19]

## 主な活動
各大使のプロフィールに「とちぎ未来大使」と表記が可能になるほか、『とちぎ未来大使｢夢｣講座』を平成28年度よりスタートした。不定期で栃木県知事との意見交換会を開催している。

### とちぎ未来大使｢夢｣講座
「とちぎ未来大使」を講師として中学校に派遣し、自身の中学校時代の経験や、目標を達成した道のりなどを講話することにより、中学生に「夢」を持つことの大切さを教え、将来の「夢」を考えることのきっかけをつくる取組として平成28年度より開始し、初年度である平成28年度は12名の講師を派遣し、のべ13中学校で『とちぎ未来大使｢夢｣講座』を行った。令和3年度も継続して事業を行い、セルジオ越後が中学校で公演している。

## 委嘱者
ジャンル分けは、栃木県公式サイトのとちぎ未来大使のページを基本としている。

### 文化
- 絵本作家・児童画家・画家・漫画家
  - いわむらかずお、安藤勇寿、子鹿リナ、一葵さやか
- 方言作家
  - 嶋均三
- 音楽作家
  - ウチダトモヒロ
- 歌手・演歌歌手
  - i-nos 綾、えひめ憲一、加藤登紀子、榊原広子、より子、森山愛子、野中彩央里
- シンガーソングライター
  - サトウヒロコ、えりのあ、Pearl、横田悠二、河口恭吾
- ラッパー
  - DOTAMA
- 楽器演奏家
  - 大野紘平、菊田俊介、ケーナ奏者Ren、前田みねり、宮田大、村山勝美、山形由美、和久文子
- 料理関係
  - 音羽和紀、柿沢安耶、越石直子、鈴木房雄、原田慎次、薮崎友宏
- ローカルタレント
  - クッキング戦士クックマン、雷様剣士ダイジ
- 声優
  - 関俊彦、古川登志夫、緑川光、渡辺けあき
- アナウンサー・フリーアナウンサー
  - 井出文恵、菊池優、佐藤委子、須賀由美子、角田恵美、中里弥菜、沼尾ひろ子、ひろたみゆ紀、藤田真奈、古沢知子、山口あや

### 芸能
- お笑い芸人・漫才師・コメディアン
  - 井上マー、大島美幸、ザ・たっち、U字工事、東京太・ゆめ子、つぶやきシロー
- タレント
  - ギュウゾウ、小池祥絵、小池里奈、手島優、筑井美佑輝、井上咲楽、佐藤美希
- 俳優・女優
  - ガッツ石松、川連廣明、鈴木佑季、平山あや、湯川尚樹、義達祐未、沼尾みゆき、岩瀬晶子、石川恋
- 落語家
  - 三遊亭歌橘
- 演歌歌手・歌手
  - 森勇二、藤井ゆみこ、堀優衣、森昌子
- アイドルグループ
  - 本田仁美、福士奈央、森戸知沙希、渡良瀬橋43、楓フウカ、齋藤樹愛羅
- ダンサー・振付師・アーティスト
  - DAICHI、真島茂樹、ダイアモンド☆ユカイ

### スポーツ
- 自転車関係
  - 宇都宮ブリッツエン、梶田舞、神山雄一郎
- レーシングドライバー
  - 塚越広大、山本尚貴、ル・ボーセモータースポーツ
- プロボクサー・柔道・格闘技
  - 赤穂亮、海老沼匡、尾下正伸、髙藤直寿
- バスケットボール
  - 片岡大晴、川村卓也、田臥勇太
- 野球・ソフトボール関係
  - 石井琢朗、染谷美佳、成瀬善久、広澤克実、真中満、八木澤荘六、渡辺俊介
- サッカー関係
  - 安藤梢、柏卓夫、坂本理保、相樂亨、佐藤悠介、鮫島彩、手塚貴子、原博実、松本育夫、和久井秀俊
- 水泳選手
  - 清水咲子、萩野公介
- 卓球選手
  - 平野早矢香、藤沼亜衣
- ホッケー
  - 柴田あかね、セルジオ越後
- 障害者スポーツ
  - 眞田卓、手塚久野

### 経済
- 新聞記者
- JR東日本大宮支社長
- 企業の代表取締役など

### その他
- 各地の栃木県人会関係者等
- 自衛官